# Charles B. Wessler
Charles B. Wessler (* 20. Jahrhundert) ist ein US-amerikanischer Filmproduzent.
Wessler ist seit Mitte der 1980er-Jahre als eigenständiger Produzent aktiv. Zuvor war er als Produktionsassistent tätig und war als solcher u. a. an Das Imperium schlägt zurück und Die Rückkehr der Jedi-Ritter beteiligt. Er ist seit den 1990er-Jahren den Regisseuren Peter und Bobby Farrelly verbunden und produzierte mehrfach deren Filme.
2019 erhielt er für Green Book – Eine besondere Freundschaft gemeinsam mit Jim Burke, Brian Hayes Currie, Peter Farrelly und Nick Vallelonga den Oscar für den besten Film. Sie gewannen auch den Producers Guild of America Award.

## Filmografie (Auswahl)
- 1983: Cold Feet
- 1994: Was ist Pat? (It’s Pat)
- 1994: Dumm und Dümmer (Dumb & Dumber)
- 1998: Verrückt nach Mary (There’s something about Mary)
- 2000: Bachelor #2
- 2001: Schwer verliebt (Shallow Hal)
- 2003: Dumm und dümmerer (Dumb and Dumberer: When Harry Met Lloyd)
- 2003: Unzertrennlich (Stuck On You)
- 2007: Nach 7 Tagen – Ausgeflittert (The Heartbreak Kid)
- 2011: Alles erlaubt – Eine Woche ohne Regeln (Hall Pass)
- 2012: Die Stooges – Drei Vollpfosten drehen ab (The Three Stooges)
- 2013: Movie 43
- 2014: Dumm und Dümmehr (Dumb and Dumber To)
- 2018: Green Book – Eine besondere Freundschaft (Green Book)
- 2021: Palmer